# Historia del fútbol en la Comunidad Valenciana

## Orígenes
Las primeras exhibiciones de fútbol en la Comunidad Valenciana, eran obra de los marinos ingleses cuando a finales del siglo XIX atracaban en los principales puertos de la Comunidad, (principalmente en el Grao de Castellón, la Malvarrosa de Valencia, y el Puerto de Alicante).
Fue en Santa Pola en donde se jugó por primera vez. Un grupo de científicos ingleses y escoceses se desplazaron a Santa Pola a bordo del buque Theseus, su fin era investigar sobre un eclipse de Sol que ocurrió el 28 de mayo de 1900. Los ingleses se instalaron en la playa, y los escoceses en la zona norte de la villa. Mientras los hombres de estudio preparaban sus aparatos en su observatorio, y se disponían a investigar el fenómeno solar, los marineros aprovecharon el asueto para jugar a fútbol en el campo de arena.

### En Alicante
En enero de 1903 se comenzó a practicar el fútbol en Alicante. Su promotor fue José Muñoz Gomis, benemérito profesor de actividad física, a cuyas expensas se construyó el Campo de Juegos, habilitando un solar aledaño al paseo del doctor Gadea y frente al parque de Canalejas, junto a la casa de Carratalá. En ese campo se practicaba fútbol, tenis, croket, se jugaba a los bolos, se disputaban carreras pedestres y otros ejercicios atléticos. El Campo de Juegos, se inauguró oficialmente el 5 de abril de 1903, con un partido entre Blanco y Azul (equipos denominados así en honor a la bandera de la ciudad), arbitrado por Penalva, y que terminó con empate a cinco goles.
En octubre de 1904, se constituyó la primera sociedad futbolística, organizada por el profesor Muñoz, con el nombre de Sportsman's Club Lucentino. Con ella, empezó a construirse un campo en Benalúa, destinado exclusivamente a la práctica del fútbol, el Campo de Juegos quedó para el "lawtenis". El Campo de Benalúa se inauguró oficialmente el 15 de diciembre de 1907. Por estas fechas ya había surgido la segunda entidad futbolística, integrada por alumnos del Instituto de Segunda Enseñanza, con el nombre de Rácing FC. A finales de 1907 se registró la existencia de Mercurio, equipo estudiantil de la Escuela de Comercio. A partir de 1908, los conjuntos alicantinos midieron sus fuerzas contra representantes de otras ciudades, como por ejemplo el Sportsman's Club Lucentino disputó en Cartagena un partido el 23 de febrero de 1908, contra el Club Gimnástico Deportivo de Cartagena.
El auge de este deporte siguió creciendo en la ciudad de Alicante, con el nacimiento de nuevos conjuntos como el denominado Club Athlético Alicante, que se organizó a mediados de abril de 1908, y posteriormente el 20 de octubre de 1908 pasó a denominarse Alicante Recreation Club. Dicho equipo disponía de campo propio, de medidas reglamentarias, y situado en las cercanías de la estación de MZA, junto a la calle Maisonnave.
El 20 de octubre de 1909, el Alicante Recreation Club aprobó en asamblea la fusión con el Sporting Club Lucentino (Sportsman's Club Lucentino). El proyecto se gestó anteriormente, con el beneplácito de José Muñoz Gomis, propietario del Sporting Club Lucentino. Los socios del Campo de Juegos del Sporting pasaron a formar parte del Recreation, y entre el acuerdo figuraban diversas gratificaciones a José Muñoz.
Además de los partidos entre socios, el Alicante Recreation, se enfrentó al Valencia FC el 19 de marzo de 1909, en el campo alicantino, y participó en el campeonato que tuvo lugar en la capital valenciana. Asimismo, durante las Fiestas de Primavera de Murcia de 1909, el Alicante Recreation Club jugó en Murcia un partido contra el Foot Ball Club de Murcia, con resultado aplastante favorable los alicantinos por 1-16. Con posterioridad, el 4 de abril de 1910, el FC de Murcia devolvió la visita al Recreation, y el equipo murciano jugó su primer partido en campo ajeno, de nuevo salió derrotado, esta vez por 5 a 1.
En sesión de 8 de mayo de 1910, el Recreation acuerda ingresar en la Federación de Foot-Ball establecida en Madrid. En verano de 1910 el Alicante Recreation Club desapareció para dar paso al Lucentum Foot Ball Club. El Lucentum lo presidía Demetrio Poveda (uno de los socios propietarios del Recreation).
También en 1910, José Caturla White, fundó el Athlétic Club, que habilitó el antiguo campo de juegos de José Muñoz. El Lucentum mientras tanto, jugaba en el campo de Benalúa. En 1911 y dentro del programa de fiestas de invierno, el Lucentum, presidido por entonces por Antonio Vidal, fue derrotado el 17 de febrero por el equipo valenciano, Lo Rat Penat. Al día siguiente, el Lucentum venció con otra alineación, al Murcia FC por 3 goles a 1. Veinticuatro horas más tarde, el Lucentum se enfentó al Hispania de Valencia, y cuando los valencianos vencía por 5 goles a 1, los valencianos protestaron una decisión arbitral y se suspendió el encuentro. Esta circunstancia la aprovecharon los jugadores del Lucentum que abandonaron el terreno de juego.
En abril de 1911, los lucentinos jugaron dos encuentros seguidos en Murcia, contra el Sporting el 17 de abril, en que fueron derrotados por 3-0, y el 18 de abril, contra el mismo equipo, que empataron a 2. El 28 de julio, el equipo representativo de Alicante, se enfrentó en tierras valencianas a un equipo bajo la denominación de Sociedad Valenciana, que alineó a jugadores de Lo Rat-Penat, Hispania, Valencia y Levante.
El 30 de marzo de 1912, en el campo de Benalúa, jugó por primera vez el Orihuela FC contra el Lucentum, que finalizó con el resultado de 6-0. El Lucentum, en 1913 poseía su local social en la planta baja de la casa número ocho de la plaza Navarro Rodrigo, con la presidencia de Marcelo Agudo.
En 1905, se constituyó la Federación Española de Clubs de Fútbol y, luego, las regionales: catalana, centro y norte; y más tarde la valenciana. No obstante ello, los futbolistas alicantinos hallábanse huérfanos de apoyo federativo, por lo que, a fines de 1912, decidieron, en colaboración con los oriolanos, hacer realidad el pensamiento de una Federación que aglutinara también a los murcianos. En la época, eran poxas las entidades futbolístricas formalizadas oficialmente: en la ciudad de Alicante el Lucentum Foot-Ball Club y el Old Bays Sporting Club (nació en octubre de 1912 bajo la presidencia de Pompeyo Verdú); en Orihuela el Deportiva Orcelitana. Por su parte en Murcia había algunos equipos organizados, en Murcia, Águilas, Espinardo o La Unión. Al margen de éstos, surgían y se apagaban fugazmente equipos en Elche, Callosa de Segura, Monóvar, Torrevieja, etc.
El importante proyecto federativo de alicantinos y oriolanos, encontró eco favorable e inmediato en la prensa de la capital. A este respecto, el Diario de Alicante, decía el 2 de noviembre de 1912: Una vez afianzada la Federación Alicantina-Murciana y con objeto de despertar una rivalidad amistosa entre las sociedades inscritas en la misma, se efectuarán matchs entre los equipos, que, a juicio de estas sociedades, en encuentren en disposición de medir sus fuerzas con los demás.
El Lucentum, no estaba muy a gusto en el campo de Benalúa, como se deduce en un acuerdo del cabildo municipal de Alicante el 24 de octubre de 1913, autorizándole para construir provisionalmente su campo en el espacio donde posteriormente ocupó la plaza de la Independencia (actual plaza de los Luceros).
.

### En Valencia y Castellón
Los primeros equipos de la provincia de Valencia empezaron a aglutinarse en torno a los poblados marítimos y la zona portuaria de la capital (especialmente los barrios del Cabanyal, Grao de Valencia y la Malvarrosa). También en el Puerto de Sagunto ya eran corrientes desde principios de siglo los partidillos de fútbol a "pie de playa" entre los marineros británicos. Sin embargo, con la práctica del juego por parte de importadores de naranjas ingleses, es cuando a partir de 1902 surgen en la ciudad de Valencia y de forma no oficial los primeros equipos de la ciudad (caracterizados por la interminencia de sus formaciones), como el Universitario FC (embrión del Gimnástico CF), Club Valencia, Rat Penat, Gimnàstic, o Club Marítimo (antecesor del Levante UD). 
Aun así, (y también de forma muy puntual debido a la intermitencia de la formación), el primer combinado local relativamente importante apareció en el año 1905, bajo el nombre de "Valencia FC". Este combinado -que salvo el nombre no guarda ninguna relación con el actual Valencia CF (puesto que este último es heredero del Deportivo Español fundado en 1912)- fue fundado oficialmente el 30 de enero de 1907 (como Foot-ball Club Valencia), bajo la presidencia de Alfonso Ferrer. De uniforme con camisa blanca y pantalón y medias azul marino, disputaba sus encuentros en un solar situado en el Camí Fondo  del Grao, cuya sede se emplazaba en el café Tupinamba, de la calle de la Paz. Fue un combinado importante pero muy efímero ya que acabó disolviéndose en el año 1914.   
También poco después, el 10 de mayo de 1907, desde los Poblados Marítimos, los integrantes del autodenominado "Club Marítimo", (con sede en el Campo de La Malvarrosa conocido como La Platjeta), decidieron constituirse en una sociedad fundada bajo el nombre del propio barrio  (Foot-ball Club Cabanyal o Cabanyal FC). Esta sociedad presidida por Enrique Ochando, sería posteriormente en 1909 y debido a una refundación, germen del actual Levante UD. 
Pero a nivel institucional no es hasta 1908-1909, con motivo de la Exposición Regional de Valencia, cuando a modo de exhibición se reforma para la ocasión (y previa eliminación del Cabanyal CF y el Alicante Recreation Club), a un combinado local -de orígenes ya anteriores- ligado al Valencia FC (denominado "Club Valencia"), para enfrentarse al FC Barcelona. La eclosión que supone este torneo determina que se forme la Federación Regional Valenciana de Clubs de Foot-ball (de la que posteriormente se escindirían los equipos alicantinos), y que con ella nazcan o se oficialicen nuevas sociedades como el Hispania FC, el F.C. Lo Rat-Penat, o la Sociedad Gimnástica Valenciana (Gimnástico CF). Para el primer Campeonato Regional organizado por la Federación valenciana en 1909-1910 (aunque no clasificatorio para el  Campeonato de España de Fútbol), participan el Valencia FC, el Rat Penat, el Levante FC, el España FC y el Hispano (estos dos últimos acabarían fusionándose en Hispania FC). A partir de esta fecha, comienzan a organizarse sucesivos campeonatos de ámbito local y municipal (como la Copa del Ayuntamiento en las Feria de Julio de Valencia), y la fundación de las primeras asociaciones de clubes de fútbol en la Comunidad Valenciana empieza a consolidarse donde se dan cita conjuntos como el Levante FC, Valencia CF, y España FC, (por la ciudad de Valencia), mientras que el CD Castalia de la ciudad de Castellón, y el Alicante CF junto al Club Natación Alicante, representaban al resto de provincias valencianas como equipos más fuertes.
Es por ello, que en torno a 1911 y con respecto a la ciudad de Castellón, comienzan a aparecer los primeros clubes representativos de la zona como el CD Cervantes y el CD Castalia (posteriormente, en 1922 se fusionarían bajo el nombre de CD Castellón). Aun así, los progresivos casos de corrupción que se dieron en el seno de la recién Federación Levantina, creada en 1919 y que auspició a la valenciana, acabaron por disgregarla en 1924, dando con la Federación murciana y la valenciana nuevamente por otro. Por su parte, la Federación Valenciana de Fútbol continuó organizando los campeonatos regionales hasta la temporada 1939-40.

## Campeonatos regionales
La ausencia de un campeonato de ámbito regional que aglutinase a los distintos vencedores de los torneos locales, imposibilitaba el hecho de poder acceder (por parte de los clubes valencianos), al Campeonato de España organizado por la RFEF.
Con la fundación del Valencia CF en 1919, los directivos del club impulsaron la remodelación de la Federación Valenciana de Fútbol para también integrar en ésta a clubes del ámbito murciano y así, (bajo la denominación de Federación Levantina), organizar un campeonato regional clasificatorio para el Campeonato de España. Bajo estas condiciones, el primer campeonato regional dató de 1919, y en él se proclamó campeón como representante de la zona de levante el club murciano de Águilas CF. Durante esta época, los equipos valencianos más representativos eran el Gimnástico FC, Levante FC, Valencia CF, y España FC, (por la ciudad de Valencia), mientras que el CD Castalia de la ciudad de Castellón, y el Alicante CF junto al Club Natación Alicante, representaban al resto de provincias valencianas como equipos más fuertes. Aun así, los progresivos casos de corrupción que se dieron en el seno de la recién Federación Levantina, acabaron por disgregarla y la Federación murciana decidió escindirse de la misma en el año 1924. Por su parte, la Federación Valenciana de Fútbol continuó organizando los campeonatos regionales hasta la temporada 1939/40.

## Primeros campeonatos de liga
El primer Campeonato Nacional de liga se disputó en la temporada 1928/29, donde ningún representante valenciano accedió a la máxima categoría de la liga española de fútbol. El Valencia CF quedó encuadrado en la  segunda división, mientras que el CD Castellón haría lo propio en la tercera división. Ya en la temporada 1931/32, el Valencia CF se convierte en el primer equipo valenciano que consigue militar en la Primera División de España (y lo haría de forma continuada hasta la temporada 1985/86), el otro único equipo valenciano que consigue militar en primera división antes de la irrupción de la Guerra Civil, es el Hércules CF, (que asciende en la temporada 1935/36 para mantenerse en la misma hasta la temporada 1941/42). 
Durante este periodo, tan solo el Gimnástico FC, Levante FC, CD Castellón, Elche CF, y Alicante CF, son los equipos que consiguen militar hasta la segunda división de forma más o menos estable.  